# Melicope moluccana
Melicope moluccana är en vinruteväxtart som beskrevs av Thomas Gordon Hartley. Melicope moluccana ingår i släktet Melicope och familjen vinruteväxter. Inga underarter finns listade i Catalogue of Life.